# شهرستان آروماشفسکی
شهرستان آروماشفسکی (به لاتین: Aromashevsky District) یک شهرستان در روسیه است که در استان تیومن واقع شده‌است.